# ديب إمباكت (فلم)
ديب إمباكت (بالإنجليزية:Deep Impact) هو فيلم خيال علمي كوارث أمريكي أنتج سنة 1998، ويتحدث الفيلم عن مذنب قادم للأرض وسيؤدي إلى دمارها، ثم تقوم وكالة ناسا بارسال مركبة فضائية محملة بقنابل نووية لتدمير المذنب قبل وصوله للأرض.

## وصلات خارجية
- مقالات تستعمل روابط فنية بلا صلة مع ويكي بيانات
- Deep Impact -vs- Armageddon at Movie Smackdown!